# Carlsberg Fjord
Carlsberg Fjord är en fjord i Grönland (Konungariket Danmark).   Den ligger i kommunen Sermersooq, i den östra delen av Grönland, 1 400 km nordost om huvudstaden Nuuk.